# Daniela Peleg
Daniela Peleg (en hebreo: דניאלה פלג‎; 2004) es una deportista israelí que compite en vela en la clase iQFoil.
Ganó una medalla de plata en el Campeonato Mundial de IQFoil de 2022 y una medalla de oro en el Campeonato Europeo de IQFoil de 2024.

## Palmarés internacional
| \| Campeonato Mundial \| Campeonato Mundial \| Campeonato Mundial \| Campeonato Mundial \| \| Año \| Lugar \| Medalla \| Clase \| \| ------------------ \| ------------------ \| ------------------ \| ------------------ \| \| 2022 \| Brest (Francia) \| Medalla de plata \| iQFoil \| \| Campeonato Europeo \| \| \| \| \| Año \| Lugar \| Medalla \| Clase \| \| 2024 \| Cagliari (Italia) \| Medalla de oro \| iQFoil \| |                   |                  |        |
| Campeonato Mundial |                   |                  |        |
| Año | Lugar             | Medalla          | Clase  |
| 2022 | Brest (Francia)   | Medalla de plata | iQFoil |
| Campeonato Europeo |                   |                  |        |
| Año | Lugar             | Medalla          | Clase  |
| 2024 | Cagliari (Italia) | Medalla de oro   | iQFoil |